# Liobracon hoffmannsi
Liobracon hoffmannsi är en stekelart som först beskrevs av Günther Enderlein 1920.  Liobracon hoffmannsi ingår i släktet Liobracon och familjen bracksteklar. Inga underarter finns listade i Catalogue of Life.